# Thierry Frémaux

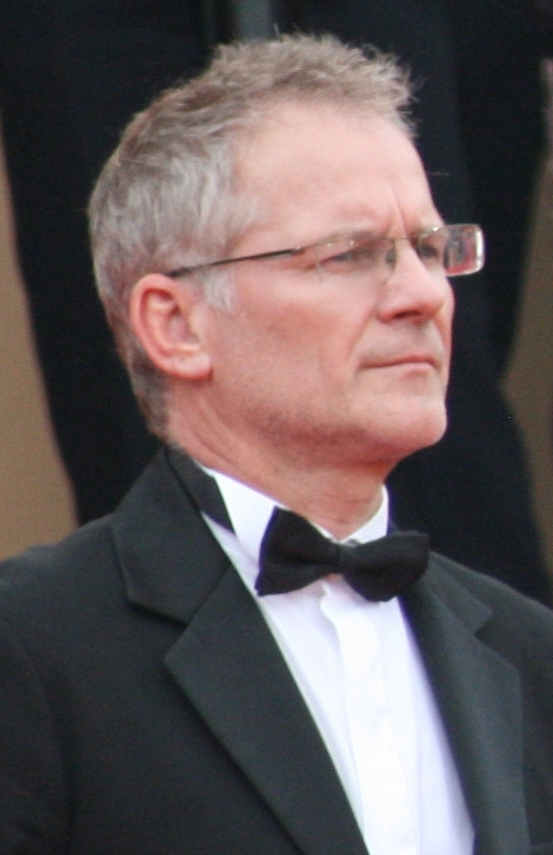
Thierry Frémaux in 2009

Thierry Frémaux (Tullins, 29 mei 1960) is een Frans filmkenner. Hij is directeur van het Institut Lumière in Lyon en sinds 2007 staat hij aan het hoofd van het Filmfestival van Cannes.